# Taigabjörnmossa
Taigabjörnmossa (Polytrichastrum pallidisetum) är en bladmossart som beskrevs av G. L. Smith 1971. Enligt Catalogue of Life ingår Taigabjörnmossa i släktet Polytrichastrum och familjen Polytrichaceae, men enligt Dyntaxa är tillhörigheten istället släktet Polytrichastrum och familjen Polytrichaceae. Enligt den finländska rödlistan är arten otillräckligt studerad i Finland. Enligt den svenska rödlistan är arten otillräckligt studerad i Sverige. Arten förekommer i Svealand. Arten har tidigare förekommit i Nedre Norrland men är numera lokalt utdöd. Artens livsmiljö är friska och lundartade naturmoar. Inga underarter finns listade i Catalogue of Life.